# Encuentro Lésbico Feminista de Latinoamérica y el Caribe
El Encuentro Lésbico Feminista de Latinoamérica y el Caribe (ELFLAC), denominado Encuentro de Lesbianas Feministas Latinoamericanas y Caribeñas en su primera edición en México en 1987, es un evento recurrente donde lesbianas de Latinoamérica y el Caribe realizan actividades y debates que se centran en el análisis de diversas situaciones que afectaban a las mujeres de la diversidad sexual de la región.

## Historia
El origen se encuentra en la búsqueda de un espacio propio durante la celebración del II Encuentro Feminista de Latinoamérica y el Caribe organizado en Lima en 1983.
Tras el VIII encuentro en Guatemala de 2010, y durante el que sería el evento número IX que se celebraría en Costa Rica, la negativa de la inclusión de las personas trans en las convocatorias hizo que se cree un evento paralelo, denominado Encuentro LesBiTransInter Feminista: Venir al Sur que fue organizado en Asunción.
Durante la celebración del IX encuentro de 2012 en Bolivia, se cambió el nombre a Encuentro Lésbico Feminista de Abya Yala (ELFAY), al incorporar en el discurso una perspectiva decolonial.

## Ediciones
| Edición                                                           | Año                                                               | País                                                              | Ciudad                                                            | Ref.                                                              |
| Encuentro Lésbico Feminista de Latinoamérica y el Caribe (ELFLAC) | Encuentro Lésbico Feminista de Latinoamérica y el Caribe (ELFLAC) | Encuentro Lésbico Feminista de Latinoamérica y el Caribe (ELFLAC) | Encuentro Lésbico Feminista de Latinoamérica y el Caribe (ELFLAC) | Encuentro Lésbico Feminista de Latinoamérica y el Caribe (ELFLAC) |
| ----------------------------------------------------------------- | ----------------------------------------------------------------- | ----------------------------------------------------------------- | ----------------------------------------------------------------- | ----------------------------------------------------------------- |
| I                                                                 | 1987                                                              | México                                                            | Cuernavaca                                                        | [ 6 ]                                                             |
| II                                                                | 1990                                                              | Costa Rica                                                        | San José                                                          | [ 5 ]                                                             |
| III                                                               | 1992                                                              | Puerto Rico                                                       |                                                                   | [ 5 ]                                                             |
| IV                                                                | 1995                                                              | Argentina                                                         |                                                                   | [ 5 ]                                                             |
| V                                                                 | 1999                                                              | Brasil                                                            |                                                                   | [ 5 ]                                                             |
| VI                                                                | 2004                                                              | México                                                            | Ciudad de México                                                  | [ 7 ] [ 8 ]                                                       |
| VII                                                               | 2007                                                              | Chile                                                             | Santiago de Chile                                                 | [ 8 ] [ 9 ] [ 10 ]                                                |
| VIII                                                              | 2010                                                              | Guatemala                                                         | Ciudad de Guatemala                                               | [ 8 ] [ 11 ]                                                      |
| Encuentro Lésbico Feminista de Abya Yala (ELFAY)                  |                                                                   |                                                                   |                                                                   |                                                                   |
| IX                                                                | 2012                                                              | Bolivia                                                           |                                                                   | [ 5 ]                                                             |
| X                                                                 | 2014                                                              | Colombia                                                          | Chinauta                                                          | [ 2 ] [ 5 ] [ 12 ]                                                |